# Katalonien-Rundfahrt 2023
Die Katalonien-Rundfahrt 2023 war die 102. Austragung des spanischen Etappenrennens. Das Radrennen fand vom 20. bis zum 26. März im Rahmen von sieben Etappen statt und war Teil der UCI WorldTour 2023.
In der Gesamtwertung setzte sich Primož Roglič (Jumbo-Visma) mit einem Vorsprung von sechs Sekunden vor Remco Evenepoel (Soudal Quick-Step) durch. Primož Roglič gewann zudem die Punktewertung, während sich Remco Evenepoel die Berg- und Nachwuchswertung sicherte. Den dritten Gesamtrang belegte João Almeida (UAE Team Emirates) mit einem Rückstand von zwei Minuten und elf Sekunden. Die Mannschaftswertung ging an das UAE Team Emirates.

## Streckenführung
Insgesamt legten die Fahrer auf den sieben Etappen 1185,3 Kilometer zurück. Es standen vier hüglige und drei Bergetappen auf dem Programm, die alle mit einer Bergankunft zu Ende ging. Die Rundfahrt begann in Sant Feliu de Guíxols in der Provinz Girona, ehe es bereits am zweiten Abschnitt in die Pyrenäen ging. Hier fanden zwei Bergankünfte in Vallter (2135 m) und La Molina (1680 m) statt. Die vierte Etappe führte die Fahrer aus den Pyrenäen hinaus und endete in Sabadell im Hinterland von Barcelona. Im Anschluss wurde die Rundfahrt in Tortosa am Ufer des Ebro fortgesetzt, wo die dritte und letzte Bergankunft im Parc Natural dels Ports auf dem Mirador del Portell stattfand. Die Etappenankunft trug den Namen Lo Port (980 m). Nach dem kurzen Abstecher in den südlichen Teil Kataloniens kehrten die Fahrer mit einer hügligen Etappe ins Umland von Barcelona zurück. Am letzten Tag fand der traditionelle Abschluss des Etappenrennens auf einem Rundkurs um den Montjuïc statt.
| Etappe         | Datum             | Strecke                                       | Typ                 | km     |
| -------------- | ----------------- | --------------------------------------------- | ------------------- | ------ |
| 1              | Mo, 20. März 2023 | Sant Feliu de Guíxols – Sant Feliu de Guíxols | Mittelgebirgsetappe | 164,6  |
| 2              | Di, 21. März 2023 | Mataró – Vallter                              | Hochgebirgsetappe   | 165,4  |
| 3              | Mi, 22. März 2023 | Olost – La Molina                             | Hochgebirgsetappe   | 180,6  |
| 4              | Do, 23. März 2023 | Llívia – Sabadell                             | Mittelgebirgsetappe | 188,2  |
| 5              | Fr, 24. März 2023 | Tortosa – Lo Port                             | Hochgebirgsetappe   | 176,6  |
| 6              | Sa, 25. März 2023 | Martorell – Molins de Rei                     | Mittelgebirgsetappe | 174,1  |
| 7              | So, 26. März 2023 | Barcelona – Barcelona                         | Mittelgebirgsetappe | 135,8  |
| Gesamtdistanz: | Gesamtdistanz:    | Gesamtdistanz:                                | Gesamtdistanz:      | 1185,3 |

## Reglement
Im Rahmen der 102. Auflage wurden Trikots für die Gesamtwertung (weiß/grün), Punktewertung (weiß/blau), Bergwertung (weiß/rot) und Nachwuchswertung (weiß/orange) vergeben. Zusätzlich gab es eine Teamwertung und ein Trikot für den besten katalanischen Fahrer (schwarz). Nach jeder Etappe wurde der aktivste Fahrer von einer Jury bestimmt. Dieser trug am anschließenden Etappentag eine grüne Rückennummer.
Für die Teamwertung wurden die Zeiten der drei besten Fahrer pro Etappe zusammengezählt. Während den Etappen gab es die Möglichkeit, Zeitbonifikationen zu gewinnen, um sich in der Gesamtwertung zu verbessern. Die Vergabe der Sekunden sowie der Punkte für die Punkte- und Bergwertung wird in der folgenden Tabelle erklärt:
|                 |                      | 1. | 2. | 3. | 4. | 5. | 6. | Platz    |
| Punktewertung   | Zielankunft          | 10 | 6  | 4  |    |    |    | Punkte   |
| Punktewertung   | Zwischensprint       | 3  | 2  | 1  |    |    |    | Punkte   |
| Bergwertung     | 'Especial' Kategorie | 26 | 20 | 16 | 14 | 12 | 10 | Punkte   |
| Bergwertung     | 1. Kategorie         | 10 | 8  | 6  | 4  | 2  | 1  | Punkte   |
| Bergwertung     | 2. Kategorie         | 5  | 3  | 2  | 1  |    |    | Punkte   |
| Bergwertung     | 3. Kategorie         | 3  | 2  | 1  |    |    |    | Punkte   |
| Bonussekununden | Zielankunft          | 10 | 6  | 4  |    |    |    | Sekunden |
| Bonussekununden | Zwischensprint       | 3  | 2  | 1  |    |    |    | Sekunden |

## Teilnehmende Mannschaften und Fahrer
Neben den 18 UCI WorldTeams gingen auch 7 UCI ProTeams an den Start. Für jedes Team waren sieben Fahrer startberechtigt, wobei Lucas Plapp (Ineos Grenadiers) die erste Etappe nicht in Angriff nahm. Von den 174 Startern erreichten 130 das Ziel in Barcelona.
Mit Remco Evenepoel (Soudal Quick-Step), Primož Roglič (Jumbo-Visma), Egan Bernal, Geraint Thomas (beide Ineos Grenadiers), Richard Carapaz, Rigoberto Urán (beide EF Education-EasyPost), Adam Yates, João Almeida (beide UAE Team Emirates), Jai Hindley (Bora-hansgrohe), Mikel Landa, Gino Mäder, Jack Haig (alle Bahrain Victorious), Romain Bardet (Team DSM), Ben O’Connor (AG2R Citroën Team), Giulio Ciccone (Trek-Segafredo), Michael Woods (Israel-Premier Tech), Guillaume Martin (Cofidis) und Iván Sosa (Movistar Team) nahmen mehrere starke Gesamtklassementfahrer die Rundfahrt in Angriff. Hinzu kamen mit Cian Uijtdebroeks (Bora-hansgrohe), Tobias Halland Johannessen (Uno-X Pro Cycling Team) und Lenny Martinez (Groupama-FDJ) aufstrebende Talente, die im Kampf um die Gesamtwertung mitmischen konnten.
Aufgrund des anspruchsvollen Terrains starteten mit Kaden Groves (Alpecin-Deceuninck), Bryan Coquard (Cofidis), Hugo Hofstetter (Team Arkéa-Samsic) und Ethan Hayter (Ineos Grenadiers) nur wenige Sprinter.
| UCI WorldTeams | UCI WorldTeams        | UCI WorldTeams | UCI WorldTeams           | UCI WorldTeams | UCI WorldTeams    | UCI ProTeams | UCI ProTeams           |
| -------------- | --------------------- | -------------- | ------------------------ | -------------- | ----------------- | ------------ | ---------------------- |
| ACT            | AG2R Citroën Team     | GFC            | Groupama-FDJ             | DSM            | Team DSM          | BBH          | Burgos-BH              |
| ADC            | Alpecin-Deceuninck    | IGD            | Ineos Grenadiers         | JAY            | Team Jayco AlUla  | CJR          | Caja Rural-Seguros RGA |
| AST            | Astana Qazaqstan Team | ICW            | Intermarché-Circus-Wanty | TFS            | Trek-Segafredo    | EKP          | Equipo Kern Pharma     |
| TBV            | Bahrain Victorious    | TJV            | Jumbo-Visma              | UAD            | UAE Team Emirates | EUS          | Euskaltel-Euskadi      |
| BOH            | Bora-Hansgrohe        | MOV            | Movistar Team            |                |                   | IPT          | Israel-Premier Tech    |
| COF            | Cofidis               | SOQ            | Soudal Quick-Step        |                |                   | LDT          | Lotto Dstny            |
| EFE            | EF Education-EasyPost | ARK            | Team Arkéa-Samsic        |                |                   | UXT          | Uno-X Pro Cycling Team |

## Rennverlauf und Ergebnisse
Mit Lucas Plapp (Ineos Grenadiers) ging ein Fahrer nicht an den Start der ersten Etappe. Den Etappensieg auf der ansteigenden Zielgerade sicherte sich Primož Roglič (Jumbo-Visma) vor Remco Evenepoel (Soudal Quick-Step) und Ide Schelling (Bora-hansgrohe). Richard Carapaz (EF Education-EasyPost), Egan Bernal (Ineos Grenadiers) und Gino Mäder (Bahrain Victorious) erreichten das Ziel in der zweiten Gruppe und verloren 10 Sekunden auf den Etappensieger. Im Finale ereignete sich ein Sturz im Hauptfeld in den auch Adam Yates (UAE Team Emirates) involviert war. Der Brite konnte das Rennen zwar fortsetzten liegt nun jedoch bereits über zehn Minuten zurück. Auch Geraint Thomas (Ineos Grenadiers) überquerte den Zielstrich in einer abgehängten Gruppe die einen Rückstand von über einer Minute aufwies. In der Gesamtwertung liegt Primož Roglič aufgrund der Zeitbonifikationen nun vier Sekunden vor Remco Evenepoel.
Die zweite Etappe endete mit einer Bergankunft im Skiort Vallter (2135 m). Esteban Chaves setzte sich rund sieben Kilometer vor dem Ziel im Schlussanstieg ab, wurde jedoch auf dem letzten Kilometer von einer kleinen Gruppe gestellt. In dieser waren mit Primož Roglič, Remco Evenepoel und Giulio Ciccone (Trek-Segafredo) drei Fahrer vertreten. Letzterer setze sich im Sprinz vor dem Gesamtführenden Primož Roglič durch, der das Führungstrikot verteidigte und nun sechs Sekunden vor Remco Evenepoel und Giulio Ciccone liegt. Mit einem Abstand von 11 Sekunden folgten Mikel Landa (Bahrain Victorious) und João Almeida (UAE Team Emirates), der zur Hälfte des Schlussanstiegs aufgrund eines technischen Defekts zurückgefallen war, jedoch wieder zu den anderen Favoriten aufschließen hatte können. In einer weiteren Gruppe folgten Esteban Chaves, Michael Woods (Israel-Premier Tech), Jai Hindley und sein Teamkollege Cian Uijtdebroeks (beide Bora-hansgrohe) mit einem Rückstand von 15 Sekunden. Zu den Verlierern des Tages zählten Egan Bernal, Richard Carapaz die im Ziel einen Rückstand von rund drei Minuten aufwiesen.
Auf der dritten Etappe, die ebenfalls mit einer Bergankunft zu Ende ging, setzten sich Guillaume Martin (Cofidis) und Richard Carapaz zwei Rundfahrt-Spezialisten mit der Ausreißergruppe ab. Beide wurden jedoch im Schlussanstieg eingeholt und büßten in weiterer Folge noch mehr Zeit ein. Rund vier Kilometer vor dem Ziel griff Remco Evenepoel an und einzig Primož Roglič konnte ihm folgen. Die beiden setzten sich von den anderen Favoriten ab, ehe Remco Evenepoel im Zielsprint triumphierte. Der Belgier für auf den letzten Metern eine kleine Lücke auf Primož Roglič heraus, wodurch beide nun zeitgleich an den ersten Positionen der Gesamtwertung lagen. Giulio Ciccone erreichte das Ziel als dritter und führte eine neun Fahrer umfassende Gruppe an, die einen Rückstand von 13 Sekunden aufwies. Der Italiener war somit in der Gesamtwertung weiterhin der erste Verfolger von Primož Roglič und Remco Evenepoel und lag 19 Sekunden zurück.
Die vierte Etappe endete in einem Massensprint, in dem sich Kaden Groves (Alpecin-Deceuninck) vor Bryan Coquard (Cofidis) und Corbin Strong (Israel-Premier Tech) durchsetzte. In der Gesamtwertung kam es zu keinen nennenswerten Veränderungen. Die fünfte Etappe endete mit der dritten und letzten Bergankunft der Rundfahrt. Remco Evenepoel griff rund 4,5 Kilometer vor dem Ziel an, konnte Primož Roglič jedoch nicht distanzieren. Im Zielsprint setzte sich der Gesamtführende durch, wobei Remco Evenepoel auf den letzten 50 Metern sechs Sekunden verlor. Primož Roglič baute aufgrund der Bonussekunden seinen Vorsprung in der Gesamtführung auf 10 Sekunden aus. João Almeida schob sich auf Platz drei, nachdem Giulio Ciccone als elfter fast eineinhalb Minuten verlor. Auf der sechsten Etappe griff Remco Evenepoel im letzten kategorisierten Anstieg an und einzig Primož Roglič konnte ihm folgen. Da Primož Roglič jedoch keine Führungsarbeit leisten wollte, wurden die beiden rund acht Kilometer vor dem Ziel vom Hauptfeld eingeholt. Im Sprint um den Etappensieg setzte sich Kaden Groves erneut gegen Bryan Coquard durch. Der Abstand zwischen Primož Roglič und Remco Evenepoel blieb bei zehn Sekunden, wobei beide fünf Bonussekunden im Verlauf der Etappe gesammelt hatten.
Auf der siebten und letzten Etappe kam es erneut zu einem Duell zwischen den beiden führenden der Gesamtwertung. Nachdem seine Teamkollegen auf den ersten Runden des Rundkurses um den Montjuïc das Tempo forciert hatten, griff Remco Evenepoel rund 30 Kilometer vor dem Ziel an. Primož Roglič folgte seinem Rivalen und auch Marc Soler (UAE Team Emirates) konnte nach der Kuppe zu den beiden Spitzenreitern aufschließen. Auf den letzten drei Runden hielt Remco Evenepoel das Tempo hoch, konnte den gesamtführenden Primož Roglič jedoch nicht abschütteln. Schlussendlich gewann Remco Evenepoel die Etappe, während sich Primož Roglič die Gesamtwertung sicherte. Marc Soler erreichte das Ziel als Etappendritter, hatte jedoch im Finale den Anschluss verloren und wies einen Rückstand von 53 Sekunden auf. Knapp dahinter folgte ein großes Fahrerfeld, in dem sich auch der Gesamtdritte João Almeida befand.
Etappe 1: Sant Feliu de Guíxols – Sant Feliu de Guíxols (164,6 km)
Start- und Zielort der ersten Etappe war der Küstenort Sant Feliu de Guíxols in der Provinz Girona. Die ersten Kilometer führten flach ins Landesinnere nach Cassà de la Selva, wo der erste kategorisierte Anstieg auf den Coll de Santa Pellaia (350 m) begann. Dieser wurde nach 24 gefahrenen Kilometern überquert und war als Steigung der 3. Kategorie klassifiziert. Kurze Zeit später erfolgte mit dem Coll dels Àngels (445 m) eine Bergwertung der 2. Kategorie. Vorbei an Girona ging es nun über Celrà und La Bisbal d’Empordà zum dritten Anstieg des Tages, dem Coll de la Ganga (210 m), dessen Passhöhe nach rund 107 Kilometer erreicht wurde. Hier wurde eine weitere Bergwertung der 3. Kategorie abgenommen. Nach der anschließenden Abfahrt erreichten die Fahrer die Küste, ehe es zurück zum Startort Sant Feliu de Guíxols ging. Nach einem Zwischensprint in Santa Cristina d’Aro wurde mit dem Coll de Romanyà (310 m) die Schlusssteigung in Angriff genommen. Dieser Anstieg der 3. Kategorie führte über 4,6 Kilometer und wies eine durchschnittliche Steigung von 5,6 % auf, ehe die Kuppe rund 25 Kilometer vor dem Ziel überquert wurde. Nach der anschließenden Abfahrt wurde in Calonge i Sant Antoni der zweite Zwischensprint zehn Kilometer vor dem Ziel ausgefahren. Die letzten Kilometer führten über welliges Terrain, wobei die Zielgerade in Sant Feliu de Guíxols leicht anstieg.
| Platz | Fahrer          | Nation | Team              | Zeit                   |
| ----- | --------------- | ------ | ----------------- | ---------------------- |
| 01.   | Primož Roglič   | SLO    | Jumbo-Visma       | 3:48:17 h (43,26 km/h) |
| 02.   | Remco Evenepoel | BEL    | Soudal Quick-Step | "                      |
| 03.   | Ide Schelling   | NED    | Bora-hansgrohe    | "                      |
| 04.   | Maxim Van Gils  | BEL    | Lotto Dstny       | "                      |
| 05.   | Giulio Ciccone  | ITA    | Trek-Segafredo    | "                      |
| 06.   | Ethan Hayter    | GBR    | Ineos Grenadiers  | "                      |
| 07.   | Dorian Godon    | FRA    | AG2R Citroën Team | "                      |
| 08.   | Ilan Van Wilder | BEL    | Soudal Quick-Step | "                      |
| 09.   | Milan Menten    | BEL    | Lotto Dstny       | "                      |
| 10.   | Bryan Coquard   | FRA    | Cofidis           | "                      |

| Platz | Fahrer          | Nation | Team              | Zeit       |
| ----- | --------------- | ------ | ----------------- | ---------- |
| 01.   | Primož Roglič   | SLO    | Jumbo-Visma       | 3:48:07 h  |
| 02.   | Remco Evenepoel | BEL    | Soudal Quick-Step | + 0:04 min |
| 03.   | Ide Schelling   | NED    | Bora-hansgrohe    | + 0:06 min |
| 04.   | Maxim Van Gils  | BEL    | Lotto Dstny       | + 0:10 min |
| 05.   | Giulio Ciccone  | ITA    | Trek-Segafredo    | "          |
| 06.   | Ethan Hayter    | GBR    | Ineos Grenadiers  | "          |
| 07.   | Dorian Godon    | FRA    | AG2R Citroën Team | "          |
| 08.   | Ilan Van Wilder | BEL    | Soudal Quick-Step | "          |
| 09.   | Milan Menten    | BEL    | Lotto Dstny       | "          |
| 10.   | Bryan Coquard   | FRA    | Cofidis           | "          |

Etappe 2: Mataró – Vallter (165,4 km)
Die zweite Etappe startete in Mataró und endete mit einer Bergankunft im Skigebiet Vallter 2000 auf einer Höhe von 2135 Metern. Unmittelbar nach dem Start führte die Strecke über den Coll de Can Bordoi (305 m) ins Hinterland, ehe sie parallel zur Küste verlief. Etliche Kilometer nach der Bergwertung der 3. Kategorie erreichten die Fahrer Vidreres wo die Fahrtrichtung gen Norden drehte. In Olot wurde nach 106 gefahrenen Kilometern ein Zwischensprint ausgetragen, ehe mit dem Coll de Coubet (960 m) ein Pass der 1. Kategorie in Angriff genommen wurde. Nachdem in Camprodon bei Kilometer 143 ein weiterer Zwischensprint erfolgte, begann die Straße stärker anzusteigen und führte nach Vallter 2000, dem höchsten Punkt der Rundfahrt. Im Ziel wurde eine Bergwertung der Kategorie 'Especial' abgenommen.
| Platz | Fahrer            | Nation | Team                  | Zeit                   |
| ----- | ----------------- | ------ | --------------------- | ---------------------- |
| 01.   | Giulio Ciccone    | ITA    | Trek-Segafredo        | 4:13:37 h (39,13 km/h) |
| 02.   | Primož Roglič     | SLO    | Jumbo-Visma           | "                      |
| 03.   | Remco Evenepoel   | BEL    | Soudal Quick-Step     | "                      |
| 04.   | Mikel Landa       | ESP    | Bahrain Victorious    | + 0:11 min             |
| 05.   | Adam Yates        | GBR    | UAE Team Emirates     | "                      |
| 06.   | João Almeida      | POR    | UAE Team Emirates     | "                      |
| 07.   | Esteban Chaves    | COL    | EF Education-EasyPost | + 0:15 min             |
| 08.   | Michael Woods     | CAN    | Israel-Premier Tech   | "                      |
| 09.   | Jai Hindley       | AUS    | Bora-hansgrohe        | "                      |
| 10.   | Cian Uijtdebroeks | BEL    | Bora-hansgrohe        | "                      |

| Platz | Fahrer            | Nation | Team                  | Zeit       |
| ----- | ----------------- | ------ | --------------------- | ---------- |
| 01.   | Primož Roglič     | SLO    | Jumbo-Visma           | 8:01:38 h  |
| 02.   | Remco Evenepoel   | BEL    | Soudal Quick-Step     | + 0:06 min |
| 03.   | Giulio Ciccone    | ITA    | Trek-Segafredo        | "          |
| 04.   | Mikel Landa       | ESP    | Bahrain Victorious    | + 0:27 min |
| 05.   | João Almeida      | POR    | UAE Team Emirates     | "          |
| 06.   | Michael Woods     | CAN    | Israel-Premier Tech   | + 0:31 min |
| 07.   | Jai Hindley       | AUS    | Bora-hansgrohe        | "          |
| 08.   | Esteban Chaves    | COL    | EF Education-EasyPost | "          |
| 09.   | Cian Uijtdebroeks | BEL    | Bora-hansgrohe        | + 0:41 min |
| 10.   | Marc Soler        | ESP    | UAE Team Emirates     | + 0:46 min |

Etappe 3: Olost – La Molina (161 km)
Die dritte Etappe startete in Olost und ging mit einer weiteren Bergankunft in La Molina (1680 m) zu Ende. Nach dem Start wurde eine nicht-kategorisierte Steigung absolviert, die die Fahrer ins Umland von Vic führte. Nun wurden innerhalb von wenigen Kilometern zwei Zwischensprint in Manlleu und L'Esquirol bei den Kilometern 24,5 und 34,5 ausgefahren. Auf der weiteren Fahrt Richtung Olot wurde ein längerer nicht-klassifizierter Anstieg überquert. Wie am Tag zuvor folgte nun die Steigung des Coll de Coubet (960 m) auf dem erneut eine Bergwertung der 1. Kategorie abgenommen wurde. Diesmal erfolgte die Abfahrt jedoch nach Ripoll, ehe der Coll de la Creueta in Angriff genommen wurde, der die Fahrer auf eine Höhe von 1890 Metern führte. Nachdem der Pass der Kategorie 'Especial' rund 35 Kilometer vor dem Ziel überquert wurde, folgte eine längere Abfahrt, die die Fahrer über die GIV-4082 nach Alp leitete. Hier begann die Schlusssteigung nach La Molina, die eine Länge von rund 12 Kilometer aufwies, wobei die höchsten Steigungsprozente im unteren Teil erreicht wurden und im oberen Teil eine kurze Zwischenabfahrt erfolgte. Der Schlussanstieg nach La Molina war als Bergwertung der 1. Kategorie klassifiziert.
| Platz | Fahrer            | Nation | Team                  | Zeit                   |
| ----- | ----------------- | ------ | --------------------- | ---------------------- |
| 01.   | Remco Evenepoel   | BEL    | Soudal Quick-Step     | 4:40:43 h (38,60 km/h) |
| 02.   | Primož Roglič     | SLO    | Jumbo-Visma           | + 0:02 min             |
| 03.   | Giulio Ciccone    | ITA    | Trek-Segafredo        | + 0:13 min             |
| 04.   | Jai Hindley       | AUS    | Bora-hansgrohe        | "                      |
| 05.   | João Almeida      | POR    | UAE Team Emirates     | "                      |
| 06.   | Mikel Landa       | ESP    | Bahrain Victorious    | "                      |
| 07.   | Michael Woods     | CAN    | Israel-Premier Tech   | "                      |
| 08.   | Cian Uijtdebroeks | BEL    | Bora-hansgrohe        | "                      |
| 09.   | Esteban Chaves    | COL    | EF Education-EasyPost | "                      |
| 10.   | Romain Bardet     | FRA    | Team DSM              | "                      |

| Platz | Fahrer            | Nation | Team                  | Zeit       |
| ----- | ----------------- | ------ | --------------------- | ---------- |
| 01.   | Primož Roglič     | SLO    | Jumbo-Visma           | 12:42:17 h |
| 02.   | Remco Evenepoel   | BEL    | Soudal Quick-Step     | "          |
| 03.   | Giulio Ciccone    | ITA    | Trek-Segafredo        | + 0:19 min |
| 04.   | Mikel Landa       | ESP    | Bahrain Victorious    | + 0:44 min |
| 05.   | João Almeida      | POR    | UAE Team Emirates     | "          |
| 06.   | Jai Hindley       | AUS    | Bora-hansgrohe        | + 0:48 min |
| 07.   | Michael Woods     | CAN    | Israel-Premier Tech   | "          |
| 08.   | Esteban Chaves    | COL    | EF Education-EasyPost | "          |
| 09.   | Cian Uijtdebroeks | BEL    | Bora-hansgrohe        | + 0:58 min |
| 10.   | Marc Soler        | ESP    | UAE Team Emirates     | + 1:12 min |

Etappe 4: Llívia – Sabadell (188,2 km)
Die vierte Etappe führte die Fahrer von der spanischen Exklave Llívia aus den Pyrenäen nach Sabadell. Nachdem über Puigcerdà ging es auf den ersten Kilometern nach Alp, wo die Auffahrt nach La Molina (1795 m) über die Abfahrt des vorangegangenen Tages erfolgte. Diese war als Bergwertung der 1. Kategorie klassifiziert. Weiters führte die Strecke über den tiefer gelegenen Collada de Toses nach Ribes de Freser, ehe nach rund 70 Kilometern der erste Zwischensprint in Ripoll ausgefahren wurde. Kurz darauf wurde mit dem Collet de Sant Agustí (845 m) eine Bergwertung der 3. Kategorie abgenommen. In Perafita wurde anschließend der zweite Zwischensprint ausgefahren. Die nächsten 70 Kilometer führten über welliges Terrain, wobei die Ortschaften Oristà, Moià und Calders durchfahren wurden. Rund 30 Kilometer vor dem Ziel wurde mit dem Coll de Lligabosses (645 m), die letzte Bergwertung des Tages überquert. Sie war als Anstieg der 3. Kategorie klassifiziert und führte die Fahrer in Richtung Süden. Kurz vor dem Ziel wurde Castellar del Vallès erreicht, ehe die längste Etappe der 102. Austragung in Sabadell endete.
| Platz | Fahrer            | Nation | Team                     | Zeit                   |
| ----- | ----------------- | ------ | ------------------------ | ---------------------- |
| 01.   | Kaden Groves      | AUS    | Alpecin-Deceuninck       | 4:40:43 h (43,49 km/h) |
| 02.   | Bryan Coquard     | FRA    | Cofidis                  | "                      |
| 03.   | Corbin Strong     | NZL    | Israel-Premier Tech      | "                      |
| 04.   | Ide Schelling     | NED    | Bora-hansgrohe           | "                      |
| 05.   | Clément Venturini | FRA    | AG2R Citroën Team        | "                      |
| 06.   | Frederik Wandahl  | DEN    | Bora-hansgrohe           | "                      |
| 07.   | Jon Aberasturi    | ESP    | Trek-Segafredo           | "                      |
| 08.   | Milan Menten      | BEL    | Lotto Dstny              | "                      |
| 09.   | Arne Marit        | BEL    | Intermarché-Circus-Wanty | "                      |
| 10.   | Simone Velasco    | ITA    | Astana Qazaqstan Team    | "                      |

| Platz | Fahrer            | Nation | Team                  | Zeit       |
| ----- | ----------------- | ------ | --------------------- | ---------- |
| 01.   | Primož Roglič     | SLO    | Jumbo-Visma           | 17:01:54 h |
| 02.   | Remco Evenepoel   | BEL    | Soudal Quick-Step     | "          |
| 03.   | Giulio Ciccone    | ITA    | Trek-Segafredo        | + 0:19 min |
| 04.   | Mikel Landa       | ESP    | Bahrain Victorious    | + 0:44 min |
| 05.   | João Almeida      | POR    | UAE Team Emirates     | "          |
| 06.   | Michael Woods     | CAN    | Israel-Premier Tech   | + 0:48 min |
| 07.   | Jai Hindley       | AUS    | Bora-hansgrohe        | "          |
| 08.   | Esteban Chaves    | COL    | EF Education-EasyPost | "          |
| 09.   | Cian Uijtdebroeks | BEL    | Bora-hansgrohe        | + 0:58 min |
| 10.   | Marc Soler        | ESP    | UAE Team Emirates     | + 1:12 min |

Etappe 5: Tortosa – Lo Port (176,6 km)
Die fünfte Etappe fand im Territorium Terres de l’Ebre statt und führte von Tortosa in den Parc Natural dels Ports, wo sie auf dem Mirador del Portell endete. Zunächst führte die Strecke entlang des Ebro ins Landesinnere, ehe nach 28,5 Kilometern mit dem Coll de Bot (490 m) die erste Bergwertung des Tages überquert wurde. Nach dem Anstieg der 3. Kategorie ging es über Gandesa nach Móra la Nova, wo der erste Zwischensprint ausgefahren wurde. Nun führte die Strecke zurück zum Ufer des Ebro und mit dem Coll de Som (200 m) wurde eine weitere Bergwertung der 3. Kategorie absolviert. Anschließend wurde der Startort Tortosa passiert und die Fahrer erreichten Amposta, ehe die Fahrtrichtung erneut ins Landesinnere drehte. Kurz nachdem Tortosa ein weiteres Mal erreicht wurde, bogen die Fahrer Links ab und gelangten zum zweiten Zwischensprint in Roquetes. Kurz darauf erfolgte die Schlusssteigung auf den Mirador del Portell, der auf seiner Länge von 8,4 Kilometern eine durchschnittliche Steigung von 8,8 % aufwies. Das Ziel trug den Namen Lo Port und lag auf einer Höhe von 980 Metern.
| Platz | Fahrer            | Nation | Team                  | Zeit                   |
| ----- | ----------------- | ------ | --------------------- | ---------------------- |
| 01.   | Primož Roglič     | SLO    | Jumbo-Visma           | 4:27:41 h (39,58 km/h) |
| 02.   | Remco Evenepoel   | BEL    | Soudal Quick-Step     | + 0:06 min             |
| 03.   | João Almeida      | POR    | UAE Team Emirates     | + 0:12 min             |
| 04.   | Marc Soler        | ESP    | UAE Team Emirates     | + 0:28 min             |
| 05.   | Rigoberto Urán    | COL    | EF Education-EasyPost | + 0:44 min             |
| 06.   | Lenny Martinez    | FRA    | Groupama-FDJ          | + 0:47 min             |
| 07.   | Mikel Landa       | ESP    | Bahrain Victorious    | + 0:56 min             |
| 08.   | Michael Woods     | CAN    | Israel-Premier Tech   | "                      |
| 09.   | Jai Hindley       | AUS    | Bora-hansgrohe        | + 1:04 min             |
| 10.   | Cian Uijtdebroeks | BEL    | Bora-hansgrohe        | + 1:15 min             |

| Platz | Fahrer            | Nation | Team                  | Zeit       |
| ----- | ----------------- | ------ | --------------------- | ---------- |
| 01.   | Primož Roglič     | SLO    | Jumbo-Visma           | 21:29:25 h |
| 02.   | Remco Evenepoel   | BEL    | Soudal Quick-Step     | + 0:10 min |
| 03.   | João Almeida      | POR    | UAE Team Emirates     | + 1:02 min |
| 04.   | Mikel Landa       | ESP    | Bahrain Victorious    | + 1:50 min |
| 05.   | Marc Soler        | ESP    | UAE Team Emirates     | "          |
| 06.   | Michael Woods     | CAN    | Israel-Premier Tech   | + 1:54 min |
| 07.   | Giulio Ciccone    | ITA    | Trek-Segafredo        | + 1:57 min |
| 08.   | Jai Hindley       | AUS    | Bora-hansgrohe        | + 2:02 min |
| 09.   | Cian Uijtdebroeks | BEL    | Bora-hansgrohe        | + 2:23 min |
| 10.   | Rigoberto Urán    | COL    | EF Education-EasyPost | + 2:44 min |

Etappe 6: Martorell – Molins de Rei (174,1 km)
Die sechste Etappe startete in Martorell und führte nach einer großen Schleife ins nahegelegene Molins de Rei. Über Piera und Igualada ging es tendenziell bergauf nach La Panadella. Beim Kilometer 65,5 wurde kurz darauf der erste Zwischensprint ausgefahren, ehe es über Santa Coloma de Queralt zurück in Richtung Startort ging. Nachdem Sant Sadurní d’Anoia durchfahren wurde, folgte die Steigung auf den Coll de la Creu d’Aragall (500 m), der rund 35,5 Kilometer vor dem Ziel überquert wurde und als Bergwertung der 2. Kategorie klassifiziert war. Nach der Abfahrt wurde in Pallejà der zweite Zwischensprint ausgefahren, ehe mit dem Coll de Fontpineda (235 m) ein Anstieg der 3. Kategorie folgen hätte sollen. Dieser 2,2 Kilometer lange Anstieg wurde jedoch kurzfristig aus dem Programm genommen. Die letzten Kilometer führten flach ins Ziel.
| Platz | Fahrer            | Nation | Team               | Zeit                   |
| ----- | ----------------- | ------ | ------------------ | ---------------------- |
| 01.   | Kaden Groves      | AUS    | Alpecin-Deceuninck | 3:50:32 h (45,31 km/h) |
| 02.   | Bryan Coquard     | FRA    | Cofidis            | "                      |
| 03.   | Ide Schelling     | NED    | Bora-hansgrohe     | "                      |
| 04.   | Maxim Van Gils    | BEL    | Lotto Dstny        | "                      |
| 05.   | Remco Evenepoel   | BEL    | Soudal Quick-Step  | "                      |
| 06.   | Andreas Kron      | DEN    | Lotto Dstny        | "                      |
| 07.   | Dorian Godon      | FRA    | AG2R Citroën Team  | "                      |
| 08.   | Patrick Konrad    | AUT    | Bora-hansgrohe     | "                      |
| 09.   | Primož Roglič     | SLO    | Jumbo-Visma        | "                      |
| 10.   | Finn Fisher-Black | NZL    | UAE Team Emirates  | "                      |

| Platz | Fahrer            | Nation | Team                  | Zeit       |
| ----- | ----------------- | ------ | --------------------- | ---------- |
| 01.   | Primož Roglič     | SLO    | Jumbo-Visma           | 25:19:52 h |
| 02.   | Remco Evenepoel   | BEL    | Soudal Quick-Step     | + 0:10 min |
| 03.   | João Almeida      | POR    | UAE Team Emirates     | + 1:07 min |
| 04.   | Marc Soler        | ESP    | UAE Team Emirates     | + 1:54 min |
| 05.   | Mikel Landa       | ESP    | Bahrain Victorious    | + 1:55 min |
| 06.   | Michael Woods     | CAN    | Israel-Premier Tech   | + 1:59 min |
| 07.   | Giulio Ciccone    | ITA    | Trek-Segafredo        | + 2:02 min |
| 08.   | Jai Hindley       | AUS    | Bora-hansgrohe        | + 2:07 min |
| 09.   | Cian Uijtdebroeks | BEL    | Bora-hansgrohe        | + 2:28 min |
| 10.   | Rigoberto Urán    | COL    | EF Education-EasyPost | + 2:49 min |

Etappe 7: Barcelona – Barcelona (135,8 km)
Die siebte und letzte Etappe startete und endete in der katalanischen Hauptstadt Barcelona. Zunächst führte die Strecke auf flachen Straßen in Richtung Südwesten, ehe in Gavà nach knapp 20 Kilometern der erste Anstieg des Tages begann. Dieser führte auf den Coll de Begues (395 m), auf dem nach 24 Kilometern eine Bergwertung der 2. Kategorie abgenommen wurde. Nach einem kurzen Plateau und einer nicht-kategorisierten Gegensteigung bei Vallirana, erfolgte eine längere Abfahrt, die die Fahrer nach Sant Vicenç dels Horts leitete. Nun ging es erneut in Richtung Südwesten und in Viladecans und Castelldefels wurden bei den Kilometermarken 66 und 72 zwei Zwischensprints ausgefahren. Im Anschluss drehte die Fahrtrichtung gen Osten und führte auf der C-31 zurück nach Barcelona. Beim Plaça d’Espanya, bogen die Fahrer Rechts ab und gelangten so zum finalen Rundkurs, der auf dem Montjuïc verlief. Dieser war 7,8 Kilometer lang und führte auf die Alt del Castell de Montjuïc (105 m), die im oberen Teil Steigungsprozente von über 10 % aufwies. Nachdem der Rundkurs sechsmal absolviert worden war, befand sich das Ziel vor dem Font Màgica de Montjuïc. Auf jeder Runde wurde am höchsten Punkt eine Bergwertung der 2. Kategorie abgenommen.
| Platz | Fahrer           | Nation | Team                  | Zeit                   |
| ----- | ---------------- | ------ | --------------------- | ---------------------- |
| 01.   | Remco Evenepoel  | BEL    | Soudal Quick-Step     | 2:59:24 h (45,41 km/h) |
| 02.   | Primož Roglič    | SLO    | Jumbo-Visma           | "                      |
| 03.   | Marc Soler       | ESP    | UAE Team Emirates     | + 0:53 min             |
| 04.   | Corbin Strong    | NZL    | Israel-Premier Tech   | + 0:58 min             |
| 05.   | Giulio Ciccone   | ITA    | Trek-Segafredo        | "                      |
| 06.   | Andreas Kron     | DEN    | Lotto Dstny           | "                      |
| 07.   | Mikel Landa      | ESP    | Bahrain Victorious    | "                      |
| 08.   | David de la Cruz | ESP    | Astana Qazaqstan Team | "                      |
| 09.   | Koen Bouwman     | NED    | Jumbo-Visma           | "                      |
| 10.   | Oscar Onley      | GBR    | Team DSM              | "                      |

| Platz | Fahrer            | Nation | Team                  | Zeit       |
| ----- | ----------------- | ------ | --------------------- | ---------- |
| 01.   | Primož Roglič     | SLO    | Jumbo-Visma           | 28:19:10 h |
| 02.   | Remco Evenepoel   | BEL    | Soudal Quick-Step     | + 0:06 min |
| 03.   | João Almeida      | POR    | UAE Team Emirates     | + 2:11 min |
| 04.   | Marc Soler        | ESP    | UAE Team Emirates     | + 2:49 min |
| 05.   | Mikel Landa       | ESP    | Bahrain Victorious    | + 2:59 min |
| 06.   | Michael Woods     | CAN    | Israel-Premier Tech   | + 3:03 min |
| 07.   | Giulio Ciccone    | ITA    | Trek-Segafredo        | + 3:06 min |
| 08.   | Jai Hindley       | AUS    | Bora-hansgrohe        | + 3:11 min |
| 09.   | Cian Uijtdebroeks | BEL    | Bora-hansgrohe        | + 3:32 min |
| 10.   | Rigoberto Urán    | COL    | EF Education-EasyPost | + 3:53 min |

## Wertungen im Verlauf
| Etappe         | Etappensieger   | Gesamtwertung | Sprintwertung | Bergwertung      | Nachwuchswertung | Teamwertung       | altivster Fahrer           |
| -------------- | --------------- | ------------- | ------------- | ---------------- | ---------------- | ----------------- | -------------------------- |
| 1              | Primož Roglič   | Primož Roglič | Primož Roglič | Jetse Bol        | Remco Evenepoel  | Bora-hansgrohe    | Pau Miquel Delgado         |
| 2              | Giulio Ciccone  | Primož Roglič | Primož Roglič | Giulio Ciccone   | Remco Evenepoel  | UAE Team Emirates | Francisco Galván Fernandez |
| 3              | Remco Evenepoel | Primož Roglič | Primož Roglič | Simone Petilli   | Remco Evenepoel  | UAE Team Emirates | Richard Carapaz            |
| 4              | Kaden Groves    | Primož Roglič | Primož Roglič | Guillaume Martin | Remco Evenepoel  | UAE Team Emirates | Roger Adrià                |
| 5              | Primož Roglič   | Primož Roglič | Primož Roglič | Primož Roglič    | Remco Evenepoel  | UAE Team Emirates | José Félix Parra           |
| 6              | Kaden Groves    | Primož Roglič | Primož Roglič | Primož Roglič    | Remco Evenepoel  | UAE Team Emirates | Carlos Verona              |
| 7              | Remco Evenepoel | Primož Roglič | Primož Roglič | Remco Evenepoel  | Remco Evenepoel  | UAE Team Emirates | Richard Carapaz            |
| Wertungssieger | Wertungssieger  | Primož Roglič | Primož Roglič | Remco Evenepoel  | Remco Evenepoel  | UAE Team Emirates | nicht vergeben             |